# Josef Smistik
Josef Smistik (28 novembre 1905 – 28 novembre 1985) è stato un allenatore di calcio e calciatore austriaco, di ruolo centrocampista.
Morì a 80 anni esatti, reso invalido dalla malattia di Parkinson.

## Carriera

### Giocatore

#### Club
Smistik arrivò al Rapid nel 1926, al seguito del fratello Franz. Nel 1930 fu tra i protagonisti della vittoria in Coppa Mitropa, la prima affermazione internazionale del Rapid Vienna, e del concomitante successo in campionato. Era la sua terza finale, dopo quelle del 1927 e 1928.
Nel 1937 lasciò il Rapid, della quale fu capitano dal 1931, per tornare allo Stadlau, la squadra dove si era formato, nel 1940 tornò tuttavia per breve tempo tra i professionisti con la maglia del Floridsdorfer. Giocò sino alla fine della seconda guerra mondiale nel Kremser SC, dove ricoprì il doppio ruolo di allenatore-giocatore.

#### Nazionale
In Nazionale formò insieme a Leopold Hofmann un centrocampo tra i migliori d'Europa, nel Wunderteam diretto da Hugo Meisl. Vinse la Coppa Internazionale 1931-1932 e giunse al quarto posto alla Coppa del Mondo del 1934 in Italia.

### Allenatore
Dopo il ritiro, Smistik divenne allenatore. Guidò in particolare lo Sciaffusa in Svizzera, dal 1952 al 1955, ma fu anche all'Austria Vienna (stagione 1958-1959) in qualità di direttore tecnico.

## Palmarès

### Giocatore

#### Club

##### Competizioni nazionali
- Campionato austriaco: 3

Rapid Vienna: 1928-1929, 1929-1930, 1934-1935
- Coppa d'Austria: 1

Rapid Vienna: 1926-1927

##### Competizioni internazionali
- Coppa dell'Europa Centrale: 1

SK Rapid: 1930

#### Nazionale
- Coppa Internazionale: 1

1931-1932